# Euplexia bryochlora
Euplexia bryochlora är en fjärilsart som beskrevs av Edward Meyrick 1897. Euplexia bryochlora ingår i släktet Euplexia och familjen nattflyn. Inga underarter finns listade i Catalogue of Life.